# 张敬华 (1974年)
张敬华（1974年12月—），辽宁铁岭人，汉族，中国共产党党员。中华人民共和国政治人物、第十三届全国人民代表大会黑龙江省代表。

## 生平
2018年，张敬华被选为黑龙江省出席第十三届全国人民代表大会代表。